# Fogás
Fogás, é uma companhia de distribuição, envasamento de gás e comércio varejista desse ativo na região amazônica, fundada em Manaus, tornou-se uma das pioneiras e maiores desse tipo de serviço da região.  Em 2021, a empresa anunciou a aquisição de parte dos ativos da Liquigás, juntamente com a Itaúsa, Nacional Gás Butano (NGB) e a Copagaz, ampliando sua base de operações da Amazônia para o sudeste do Brasil. Segundo o tribunal do Conselho Administrativo de Defesa Econômica (CADE), as razões para a participação da companhia foram devido a critérios concorrenciais regionais, aprovados com restrições entre meados de 2020 e 2021.

## História
A companhia foi fundada pelos irmãos judeus de origem húngaro-marroquina Saul e Samuel Benchimol, em 1956, para atender na época as demandas crescentes de consumo de gás liquefeito na região, anos antes ambos os irmãos fundaram e obtiveram sucesso com as lojas Benchimol (hoje Bemol) que se tornara uma das principais e maiores lojas de variedades da região. Ampliaram seus ativos para outros estados da Amazônia Ocidental, em 1970, é criada a Fogás Porto Velho, distribuindo para a capital de Rondônia gás do tipo GLP; no ano de 1977 expandem seus negócios para o estado vizinho do Acre, fundando a Fogás Rio Branco. Com a extensão e as dificuldades impostas pelo bioma amazônico, a Fogás ampliou seus ativos investindo e criando embarcações apropriadas para o tráfego logístico seguro do produto, como balsas adequadas para o transporte e estações fluviais de vendas para gás GLP pelos rios amazônicos, lançando a Fogás LXX.
Durante o período áureo da Zona Franca de Manaus, a empresa ampliou seu portfólio e criou uma divisão para atender as demandas da indústria do polo, fornecendo gás industrial para essas empresas, na década de 90 e início dos anos 2000, é criada duas unidades, uma em Roraima e outra em Santarém, Pará, atendendo a esses mercados locais, no mesmo período a empresa lançou para consumidores de baixa renda as opções de envasamentos de 13 kg, 8 kg e 5 kg com preços mais acessíveis e estabeleceu uma política de franquia ampliando seus negócios para regiões de difícil acesso na Amazônia além de lugares periféricos das zonas urbanas, bem como lançou sua divisão de vendas online em 2013, criando seu primeiro aplicativo de vendas para gás de cozinha por smartphone. Em 2018, anunciou uma unidade em Macapá, fornecendo assim para quase todos os estados da Região Norte, com exceção de Tocantins. Em meados de 2020, lançou um dispositivo de instalação segura em suas botijas, utilizando apenas um encaixe sem a necessidade do uso de "borboletas", como é comum em residências brasileiras.
Em 2019, a empresa anunciou a expansão para o estado do Mato Grosso, com a venda da Liquigás da Petrobras, a empresa demostrou interesse em parte dos ativos juntamente com Itaúsa, Nacional Gás Butano (NGB) e a Copagaz. Após a aprovação do Cade, adquiriu os ativos da unidade de São José dos Campos da antiga Liquigás.